# Georg Joseph Vogler
Georg Joseph Vogler noto anche come Abbé Vogler o Abbate Vogler (Würzburg, 15 giugno 1749 – Darmstadt, 6 maggio 1814) è stato un compositore, organista e insegnante tedesco, ed inoltre fu anche Kapellmeister e teorico della musica.
Suo padre, Jared, era costruttore di violini e, oltre a decidere per il figlio una formazione scolastica presso un collegio dei Gesuiti, incoraggiò il talento musicale del figlio, fatto che consentì a Georg di acquisire una notevole tecnica non solo all'organo, ma anche al violino ed altri strumenti. Nel 1771 Georg Joseph si recò a Mannheim, dove compose la musica per un balletto dedicato al principe elettore Carlo Teodoro, il quale decise nel 1774 di mandare il giovane a Bologna per proseguire gli studi musicali presso padre Martini.

## Opere
La sua produzione musicale è vastissima e comprende in particolare sinfonie, opere, singspiel, balletti, messe, salmi, messe da requiem, Te Deum, cantate, mottetti, composizioni per organo e musiche di scena (per esempio per l'Amleto di Shakespeare). Molto numerose sono le sue composizioni per organo, tra cui vanno ricordati circa 150 preludi. Fu inoltre un rinomato insegnante di musica: tra i suoi allievi più noti figurarono Franz Danzi, Carl Maria von Weber e Giacomo Meyerbeer. Pur essendo tra i compositori della Scuola di Mannheim, precorse il Romanticismo nello stile.
La sua fama come teorico si deve specialmente all'uso dei numeri per descrivere i gradi armonici, un metodo che sarebbe stato successivamente adottato da Simon Sechter e che costituì la base della teoria dei gradi.

## Composizioni
- 6 Trii per Klavier op. 1
- 6 sonate per violino op. 3
- 6 Concerti per Klavier op. 5
- 12 Divertimenti per Klavier op. 7
- Concerto per corno
- 6 Quartetti per flauto
- Requiem in mi bemolle maggiore
- Castore e Polluce, libretto di Carlo Innocenzo Frugoni, tragedia lirica in 3 atti (1787 al Teatro Cuvilliés di Monaco di Baviera con Giovanni Battista Zonca come Jupiter)
- Musiche di scena per l'Amleto di Shakespeare